# Paavo Haavikko
Paavo Haavikko pseudonyme Anders Lieksman, né le 25 janvier 1931 à Helsinki et mort le 6 octobre 2008 à Helsinki, est un académicien, poète, écrivain et éditeur finlandais. Il est considéré être l'un plus importants écrivains finlandais contemporains.

## Carrière
Dans les années 1950, il a été un des premiers et plus importants poètes modernistes de langue finnoise. Le long poème Talvipalatsi (1959) est souvent estimé comme étant son chef-d'œuvre.
Depuis les années 1960 il a aussi écrit nombreuses œuvres en prose, des aphorismes, des pièces de théâtre, des libretti, des scénarios. Il a également acquis la notoriété comme polémiste et critique, souvent sévère envers les « vérités officielles » de la politique et de l'histoire de la Finlande.
En plus d'être écrivain et éditeur, Haavikko était un homme d'affaires actif dans l'immobilier et le commerce du bois. 
Il a été nommé académicien et docteur honoris causa de l'université d'Helsinki mais il n'a jamais utilisé ces titres.
Il se considérait comme homme d'affaires, niant être un « écrivain ».

## Œuvres

### Ouvrages traduits en français
- Le Palais d’hiver [« Tavipalatsi »]  (trad. Mirja Bolgar et Lucie Albertini-Guillevic, postface Bo Carpelan), Arfuyen n°42, coll. « Textes nordiques » (ISBN 978-2-903941-39-0)
- Paavo Haavikko (trad. Gabriel Rebourcet), L'herbier noir : Quarante années de poèmes 1951-1992, Riveneuve, 2006, 190 p. (ISBN 978-2-914214-09-4)

### Poésie
- (fi) Tiet etäisyyksiin, WSOY, 1951
- (fi) Tuuliöinä, Otava, 1953
- (fi) Synnyinmaa, Otava, 1955
- (fi) Lehdet lehtiä, Otava, 1958
- (fi) Talvipalatsi, Otava, 1959
- (fi) Puut, kaikki heidän vihreytensä, Otava, 1966
- (fi) Runoja matkalta salmen ylitse, Helsinki, Otava, 1973, 157 p. (ISBN 951-1-00969-9)
- (fi) Viiniä, kirjoitusta, Otava, 1976 (ISBN 951-1-02452-3)
- (fi) Toukokuu, ikuinen, Arthouse, 1988 (ISBN 951-96135-6-0)
- (fi) Rakkaudesta ja kuolemasta, Arthouse, 1989 (ISBN 951-884-001-6)
- (fi) Talvirunoja, Art House, 1990 (ISBN 951-884-043-1)
- (fi) Puiden ylivertaisuudesta, Art House, 1993 (ISBN 951-884-123-3)
- (fi) Prosperon runot, Art House, 2001 (ISBN 951-884-322-8)

### Recueils de textes
- (fi) Kirjainmerkit mustat : Runot 1949–1966, WSOY, 1993 (ISBN 951-0-19041-1)
- (fi) Tyrannin ylistys : Runot 1970–1981, WSOY, 1994 (ISBN 951-0-19352-6)
- (fi) Runot! Runot 1984–1992, WSOY, 1992 (ISBN 951-0-18414-4)
- (fi) Talvipalatsi : Varhaisversion rekonstruktio vuodelta 1959, Art House, 2001 (ISBN 951-884-307-4)
- (fi) Valitut runot 1949–2001, WSOY, 2006 (ISBN 951-0-31939-2)

### Prose
- (fi) Yksityisiä asioita : Romaani, Otava, 1960
- (fi) Toinen taivas ja maa : Romaani, Otava, 1961
- (fi) Vuodet : Romaani, Otava, 1962
- (fi) Lasi Claudius Civiliksen salaliittolaisten pöydällä : Kolme novellia, Otava, 1964
- (fi) Barr-niminen mies : Romaani, Otava, 1976, 203 p. (ISBN 951-1-08178-0)
- (fi) Rauta-aika, Otava, 1982 (ISBN 951-1-06756-7)
- (fi) Erään opportunistin iltapäivä, Helsingissä, Arthouse, 1988 (ISBN 951-96135-0-1)
- (fi) Fleurin koulusyksy, Art House, 1992 (ISBN 951-884-076-8)
- (fi) Anastasia ja minä, Art House, 1994 (ISBN 951-884-148-9)
- (fi) Yksityisiä asioita : 60-luvun proosa, WSOY, 1995 (ISBN 951-0-20114-6)
- (fi) Fantastisia kertomuksia : Proosa 1976–1995, WSOY, 1996 (ISBN 951-0-20915-5)
- (fi) Pahin ja paras : Romaani, Art House, 1996 (ISBN 951-884-201-9)
- (fi) Mustat kantarellit : Kolme novellia, Art House, 2004 (ISBN 951-884-392-9)

### Pièces de théâtre
- (fi) Münchausen; Nuket, Otava, 1960
- (fi) Ylilääkäri, Otava, 1968
- (fi) Soitannollinen ilta Viipurissa 1918, Otava, 1978 (ISBN 951-1-04977-1)
- (fi) Viisi pientä draamallista tekstiä, Otava, 1981 (ISBN 951-1-06332-4)
- (fi) Kullervon tarina, Otava, 1982 (ISBN 951-1-07146-7)
- (fi) Sulka : 12 näytelmää, WSOY, 1997 (ISBN 951-0-21855-3)
- (fi) Airo ja Brita, Art House, 1999 (ISBN 951-884-259-0)
- (fi) Hitlerin sateenvarjo, WSOY, 2004 (ISBN 951-0-29123-4)

### Aphorismes
- (fi) Puhua, vastata, opettaa, Helsinki, Otava, 1972 (uusi painos 2009), 89 p. (ISBN 951-1-00027-6)
- (fi) Ikuisen rauhan aika, Otava, 1981 (ISBN 951-1-06512-2)
- (fi) Pimeys, Helsinki, WSOY, 1984, 85 p. (ISBN 951-0-12714-0)
- (fi) Näkyväistä maailmaa : Aforistiset sarjat 1972–1984, WSOY, 1985 (ISBN 951-0-13282-9)
- (fi) Kansalaisvapaudesta, WSOY, 1989 (ISBN 951-0-13434-1)
- (fi) Käytännön metafysiikka, Art House, 2001 (ISBN 951-884-317-1)

### Mémoires
- (fi) Ihmisen ääni, WSOY, 1977 (ISBN 951-0-08301-1)
- (fi) Yritys omaksikuvaksi, S.l./Helsingissä, Arthouse, 1987, 160 p. (ISBN 951-96086-1-3)
- (fi) Dateen aurinkoiset varjot, Art House, 1994 (ISBN 951-884-146-2)
- (fi) Prospero : Muistelmat vuosilta 1967–1995, Art House, 1995 (ISBN 951-884-157-8)
- (fi) Kahden vuoden päiväkirja : Muistiinmerkittyä vuosilta 1995–1998, Art House, 2001 (ISBN 951-884-319-8)

### Histoire
- (fi) Kansakunnan linja : Kommentteja erään tuntemattoman kansan tuntemattomaan historiaan 1904–1990  (édition augmentée), Art House, 1990 (1re éd. 1977), 339 p. (ISBN 951-884-048-2)
- (fi) Nuijasota : Sisällissodan vuodet 1596–1599, Art House, 1996 (ISBN 951-884-206-X)
- (fi) Suuri keinottelu : Pariisin maailmannäyttelystä Tarton rauhaan, Art House, 1997 (ISBN 951-884-212-4)
- (fi) Päämaja – Suomen hovi, Art House, 2007, 4e éd. (1re éd. 1999) (ISBN 978-951-884-438-2)

### Engagements
- (fi) Murtuva keskiluokka : Aikalaiskirjoitus, Art House, 1992, 126 p. (ISBN 951-884-104-7)
- (fi) Paavo Haavikko, Tuomas Keskinen et Kimmo Pietiläinen, Suomen tauti : Sen diagnoosi ja hoito, Art House, 1992, 117 p. (ISBN 951-884-059-8)
- (fi) Lamavuodesta 91 kriisivuoden 92 kautta katastrofivuoteen 93, Art House, 1992 (ISBN 951-884-064-4)
- (fi) Jatkoaika presidentille : Kaaoksen arvoton järjestelmä, Art House, 1992 (ISBN 951-884-108-X)
- (fi) Tässä sitä ollaan : Optimistinen arvio, Art House, 1993 (ISBN 951-884-136-5)
- (fi) Pitkä vuosi mutta kullattu kulttuuri, Art House, 1993 (ISBN 951-884-109-8)
- (fi) Paavo Haavikko, Tuomas Keskinen et Kimmo Pietiläinen, Kyllä se siitä tai sitten ei, Art House, 1993 (ISBN 951-884-113-6)
- (fi) Aikalaishulluudesta : Arvio maan henkisestä tilasta, Art House, 1993 (ISBN 951-884-139-X)
- (fi) Traktaatit  (Textes précédemment publiés dans le magazine photo finlandais), Art House, 1998 (ISBN 951-884-211-6)
- (fi) Tulevaisuudesta, Art House, 1996 (ISBN 951-884-188-8)
- (fi) Ei. Siis kyllä : Proosaa, WSOY, 2006, 83 p. (ISBN 951-0-31940-6)
- (fi) Paavo Haavikko, Suomi kysymyksessä, vastauksena Venäjä, WSOY, 2011 (ISBN 9789510361917)

## Prix et récompenses
Il a reçu de nombreux prix parmi lesquels :
- Prix de la littérature de l'État finlandais, 1959, 1961, 1963, 1965, 1967, 1971, 1975, 1982[3]
- Prix Eino Leino, 1963
- Prix Aleksis Kivi, 1966
- Prix de la pièce radiophonique pour les aveugles, 1967
- Neustadt International Prize for Literature, 1984
- Poeta Finlandiae, 1996[4]
- Prix de la Société de littérature finlandaise,'2008
- Prix Samuli Paronen, 2008